# Mainit-See

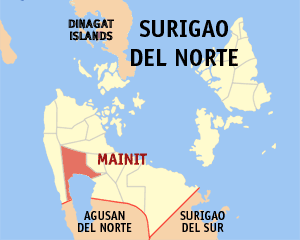
Karte von Surigao del Norte mit der Lage des Ortes Mainit, der den oberen Teil des Mainit-Sees umrahmt

Der Mainit-See ist der viertgrößte See der Philippinen und befindet sich im Nordosten der Insel Mindanao. Er nimmt eine Gesamtfläche von 173,4 km² ein und hat eine maximale Tiefe von 223 m. 

## Geographie
Der Süßwassersee befindet sich in einer schmalen Ebene, eingebettet zwischen Bergketten an der nördlichen Spitze der Insel Mindanao. An seiner östlichen Küstenlinie liegt der Diwata-Gebirgszug mit dem Mt. Kabatuan und dem Mt. Mabaho, an seiner Westseite der südliche Rücken des Bergs Tendido, dessen Ausläufer in den Ort Tubay reichen und den See von der Küste abgrenzt.
Der Mainit-See gehört zu einem Teil zu der philippinischen Provinz Surigao del Norte und zum anderen zu Agusan del Norte. An seinen Ufern befinden sich insgesamt acht Gemeinden:  Alegria, Tubod, Mainit und Sison der Provinz Surigao del Norte und Tubay, Santiago, Jabonga sowie Kitcharao aus der Provinz Agusan del Norte.
Die nächstgelegenen Städte sind das 42 km entfernte Surigao City im Norden des Sees und Butuan City, das sich 82 km weit südlich befindet.
Insgesamt gibt es vierzehn Bäche und kleine Flüsse, die den See mit Frischwasser beliefern. Der Lalinawan River transportiert das Wasser aus dem See in den Pagusi-See und den Tubay-Fluss, die es in die Bucht von Butuan befördert. Die Küstenlinie ist abschüssig und hat eine Gesamtlänge von etwa 50 km.
Der See liegt auf einer Höhe von 27 m über dem Meeresspiegel und seine durchschnittliche Tiefe beträgt 128 m. Das angrenzende Land ist landwirtschaftlich genutzt und dient maßgebend dem Reisanbau. Das Ufergebiet geht schließlich in ein ausgedehntes Feuchtgebiet über.

## Flora und Fauna
In dem See sind verschiedene Gattungen von Wasserpflanzen beheimatet. Beispiele hierfür sind das Phytoplankton (Grünalgen), die Anabaena, Lyngbya, Synedra und Spirogyra. Tiefe Stellen sind von Grundnesseln und der Armleuchteralgen bewachsen. An der Wasseroberfläche finden sich Wassersalat und Wasserhyazinthen. Wichtige Uferpflanzen sind Oncosperma tigillarium sowie einige Bambusarten.
Der See beinhaltet zudem verschiedene Fischspezies, die die Lebensgrundlage der Fischer entlang der Seeküste darstellen. So sind 12 Spezies identifiziert, die im Mainit-See zu finden sind. Dazu gehören Neochanna, Grundeln, Tilapia, Katzenwels, Karpfen, Aale, Milchfische und Kletterfische und Buschfische.